# Alexander Michailovitj Dondukov-Korsakov

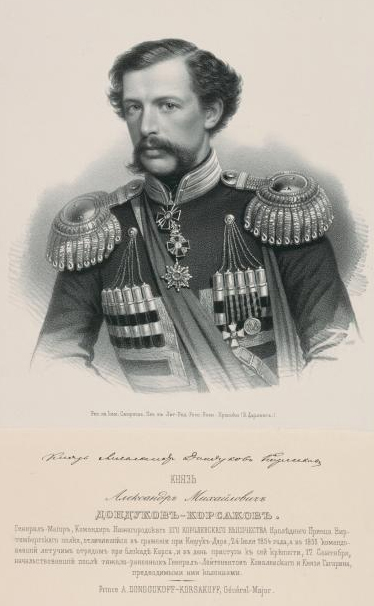
Alexander Michailovitj Dondukov-Korsakov.

Alexander Michailovitj Dondukov-Korsakov, född 12 september 1822, död 15 april 1893, var en rysk furste, militär och politiker.
Dondukov-Korsakov deltog som ung officer i fälttågen i Kaukasus och blev 1855 regementschef vid kavalleriet. Han tog avsked som generallöjtnant 1863 men återinträdde i tjänst 1868 och förde under 1877-78 års krig befälet över 13:e armékåren. 1879 blev Dondukov-Korsakov generalguvernör i det nya furstendömet Bulgarien, där han blev synnerligen populär. På grund av hans storbulgariska strävanden motsatte sig dock tsaren hans val till furste. Dondukov-Korsakov var 1880 generalguvernör i Charkiv, 1881 i Odessa och 1882-90 i Kaukasus.